# مزار سید الحسین

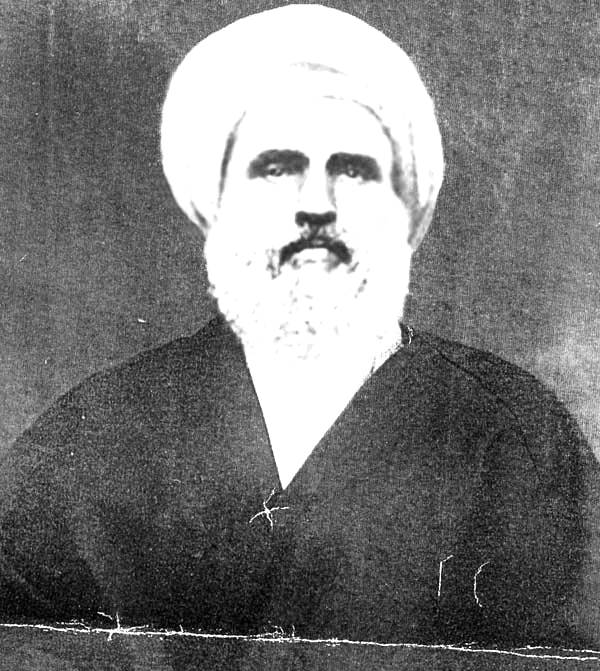

مزار سید الحسین یا دهک عربخانه یا بخش سرداران شهرستان نهبندان در روستای دهک واقع شده و این اثر مربوط به اوایل دوره قاجار و در تاریخ ۷ مرداد ۱۳۸۲ با شمارهٔ ثبت ۹۳۱۶ به‌عنوان یکی از آثار ملی ایران به ثبت رسیده است. بر اساس شجره نامه تأیید شده علمای انساب و همچنین دکتر فقیه زیارتگاه مربوط به جناب سیّد الحسین بن علی بن عبید الله القاضی ابن الحسن بن عبید الله بن العبّاس بن امیر المؤمنین علی بوده و آنچه که از قدیم برای شجره نامه قید می‌شده دارای افتادگی می‌باشد. این بنا در حدود ۱۳۱۷ قمری با مدیریت آیت الله محمد حسن هردنگی حاکم شرع قهستان و کمکهای مادی و معنوی مردمان محلی و بزرگان قاینات چون امیر علم حشمت الملک، امیر اسماعیل شوکت الملک و امیر ابراهیم شوکت الملک و امیر حسنخان شیبانی تعمیر کامل شد و سنگ سیاهی که در مزار موجود است بر این ادعا گواه است. بعد از ملا محمد حسن هردنگی بر اساس وقفنامه موجود، متولی امورات این مزار بر عهده شیخ محمد باقر هردنگی و سپس با حجه الاسلام شیخ محمد غوث بود که ایشان در حدود سال ۱۳۶۳ شمسی امورات این مزار را بر عهده اداره اوقاف بیرجند (بخش نهبندان در آن زمان) گذاشت. در حدود ۱۳۲۱ قمری ضریحی به مانند ضریح مزار دره شیخان بیرجند بر اساس‌نامه آیت الله محمد حسن هردنگی به امیر اسماعیل خان شوکت الملک طراحی و بر روی قبر امامزاده نصب شد این مزار در حال حاضر با مدیریت نیروهای جوان و انقلابی با شکوه هر چه بیشتر از گذشته در حال خدمات رسانی به دلسوختگان حریم اهل بیت و نشر شعائر اسلامی می‌باشد.

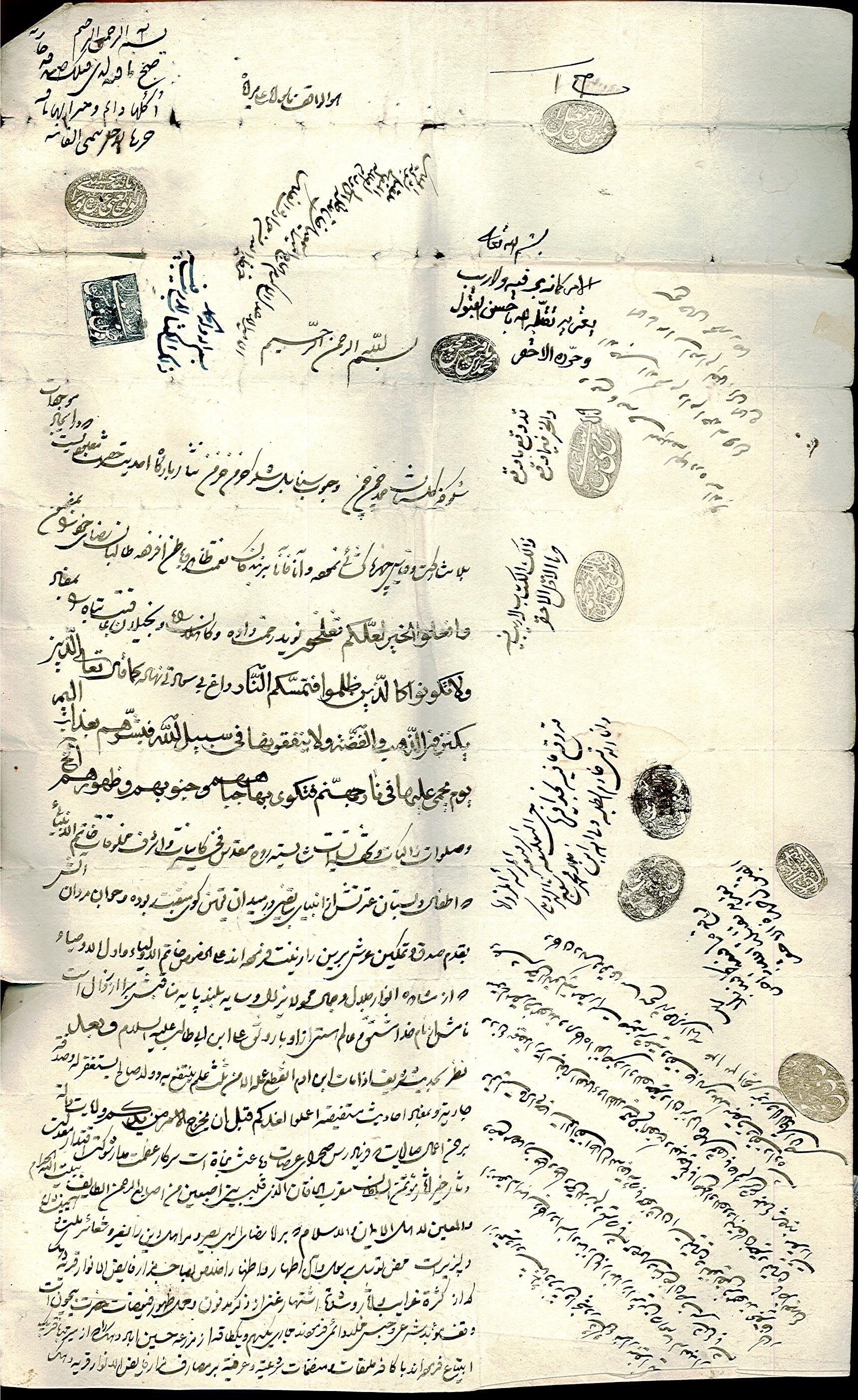
